# Seversk
Seversk (în rusă Северск) este un oraș din Regiunea Tomsk, Federația Rusă și are o populație de 109.106 locuitori.